# Vladimir Poluyakhtov
Bản mẫu:Eastern Slavic name
Vladimir Aleksandrovich Poluyakhtov (tiếng Nga: Владимир Александрович Полуяхтов; sinh ngày 11 tháng 7 năm 1989) là một cầu thủ bóng đá người Nga. Anh chơi ở vị trí hậu vệ trái cho F.K. Anzhi Makhachkala.

## Thống kê sự nghiệp

### Câu lạc bộ
Tính đến 20 tháng 5 năm 2018
| Câu lạc bộ            | Mùa giải            | Giải vô địch                | Giải vô địch | Giải vô địch | Cúp     | Cúp       | Châu lục | Châu lục  | Khác    | Khác      | Tổng cộng | Tổng cộng |
| Câu lạc bộ            | Mùa giải            | Hạng đấu                    | Số trận      | Bàn thắng    | Số trận | Bàn thắng | Số trận  | Bàn thắng | Số trận | Bàn thắng | Số trận   | Bàn thắng |
| --------------------- | ------------------- | --------------------------- | ------------ | ------------ | ------- | --------- | -------- | --------- | ------- | --------- | --------- | --------- |
| Moskva                | 2007                | Giải bóng đá ngoại hạng Nga | 0            | 0            | 0       | 0         | –        | –         | –       | –         | 0         | 0         |
| Saturn-2              | 2008                | PFL                         | 33           | 0            | 3       | 0         | –        | –         | –       | –         | 36        | 0         |
| Saturn-2              | 2009                | PFL                         | 29           | 0            | 3       | 0         | –        | –         | –       | –         | 32        | 0         |
| Saturn-2              | 2010                | PFL                         | 15           | 2            | 3       | 0         | –        | –         | –       | –         | 18        | 2         |
| Saturn-2              | Tổng cộng           | Tổng cộng                   | 77           | 2            | 9       | 0         | 0        | 0         | 0       | 0         | 86        | 2         |
| Dynamo St. Petersburg | 2010                | FNL                         | 13           | 0            | –       | –         | –        | –         | –       | –         | 13        | 0         |
| Zhemchuzhina Sochi    | 2011–12             | FNL                         | 1            | 0            | 0       | 0         | –        | –         | –       | –         | 1         | 0         |
| Orenburg              | 2011–12             | FNL                         | 26           | 2            | 0       | 0         | –        | –         | –       | –         | 26        | 2         |
| Orenburg              | 2012–13             | PFL                         | 25           | 3            | 2       | 0         | –        | –         | –       | –         | 27        | 3         |
| Orenburg              | 2013–14             | FNL                         | 28           | 1            | 2       | 0         | –        | –         | –       | –         | 30        | 1         |
| Orenburg              | 2014–15             | FNL                         | 33           | 3            | 4       | 0         | –        | –         | –       | –         | 37        | 3         |
| Orenburg              | 2015–16             | FNL                         | 37           | 1            | 1       | 0         | –        | –         | –       | –         | 38        | 1         |
| Orenburg              | 2016–17             | Giải bóng đá ngoại hạng Nga | 25           | 2            | 2       | 0         | –        | –         | 2       | 0         | 29        | 2         |
| Orenburg              | Tổng cộng           | Tổng cộng                   | 174          | 12           | 11      | 0         | 0        | 0         | 2       | 0         | 187       | 12        |
| Anzhi Makhachkala     | 2017–18             | Giải bóng đá ngoại hạng Nga | 27           | 3            | 0       | 0         | –        | –         | 2       | 2         | 29        | 5         |
| Tổng cộng sự nghiệp   | Tổng cộng sự nghiệp | Tổng cộng sự nghiệp         | 292          | 17           | 20      | 0         | 0        | 0         | 4       | 2         | 316       | 19        |